# 饭沼欲斋
饭沼欲斋（1782年—1865年），日本江户时代的科学家。他在江户研究荷兰科学（兰学），是其将西方植物学研究引入本草学之中。1856年，他完成20卷的《草木图说》，他在书中采用林奈分类系统，取代日本传统方法，分类描绘了1215种植物。